# Biología gravitacional
La biología gravitacional es el estudio de los efectos que tiene la gravedad sobre los organismos vivos. A lo largo de la historia de la tierra la vida ha evolucionado para sobrevivir a condiciones cambiantes, tales como cambios de clima y el hábitat. El único factor que se ha mantenido constante en la evolución desde que la vida comenzó en la Tierra es la fuerza de la gravedad. Como consecuencia, todos los procesos biológicos están acostumbrados a la fuerza omnipresente de la gravedad e incluso las pequeñas variaciones en esta fuerza pueden tener un impacto significativo sobre la salud y el funcionamiento del organismo.

## Gravedad y la vida en la Tierra
La fuerza de la gravedad en la superficie de la tierra, normalmente denominada g, se ha mantenido constante, tanto en su dirección como en su magnitud desde que se formó el planeta. Como resultado tanto la vida de las plantas y los animales han evolucionado para depender y hacer frente a esta fuerza de diferentes formas.

### Uso de la gravedad por parte de las plantas
Los tropismos de las plantas son los movimientos con respecto a un estímulo direccional. Uno de estos tropismos es el gravitropismo o el crecimiento o movimiento de una planta con respecto a la gravedad. Las raíces de las plantas crecen hacia la atracción de la gravedad y lejos de la luz solar y las ramas y tallos crecen en contra de la fuerza de la gravedad y hacia la luz del sol. Otro ejemplo es el efecto de la gravedad de la luna sobre las plantas, que son marcadamente sensibles a desviarse (especialmente los meristemos tiernos) hacia el astro.

### Lucha animal contra la gravedad
La gravedad ha tenido un efecto en el desarrollo de la vida animal desde el primer organismo unicelular. El tamaño de las células biológicas individuales es inversamente proporcional a la intensidad del campo gravitacional que ejerce sobre las células. Es decir, en los campos gravitacionales más fuertes el tamaño de las células disminuye, y en campos gravitacionales débiles el tamaño de las células aumenta. La gravedad es entonces un factor limitante en el crecimiento de las células individuales. Células que son naturalmente más grandes que lo que en la gravedad es permitida, solo permitiría desarrollar métodos para protegerse de la sedimentación interna. Varios de estos métodos se basan en el movimiento protoplasmático, la forma delgada y alargada del cuerpo celular, aumento de la viscosidad del citoplasma, y una amplia reducción de la gravedad específica de los componentes de la célula en relación con el plasma de suelo.
Los efectos de la gravedad en muchos organismos unicelulares son aún más drásticos. Durante el periodo en que los primeros animales evolucionaron para sobrevivir en la tierra mediante algún método de locomoción dirigida y por lo tanto una forma de esqueleto interno o esqueleto externo habría sido necesario para hacer frente al aumento de la fuerza de gravedad debido a que la fuerza se debilitó por el alza de la flotabilidad. Antes de este punto, la mayoría de las formas de vida eran pequeñas y tenían una apariencia tipo lombriz o medusa, y sin este paso en la evolución no hubieran sido capaz de mantener su forma o de moverse en la tierra. Un concepto más amplio de las fuerzas gravitacionales de los vertebrados terrestres es que influyen en los sistemas músculo esqueléticos, la distribución de líquido y la hidrodinámica de la circulación.

## Gravedad y la vida en otros lugares
Cada día se acerca más la habitación especial, e incluso hoy en día existen las estaciones espaciales y son hogares en los cuales habitan las personas por periodos de tiempo prolongados mas no de forma permanente. Por esto ha ido creciendo el interés científico en como los cambios en el campo gravitacional influencian diferentes aspectos de la fisiología de los organismos vivos, especialmente en los mamíferos, dado que estos resultados pueden ser relacionados con los efectos esperados en los humanos. Toda la investigación en este campo puede ser clasificada en dos grupos. El primer grupo abarca los experimentos que abarcan un campo gravitacional de menos de un g, llamado hipogravedad. Todos los viajes espaciales son hechos en condiciones de hipogravedad y todos los campos gravitacionales en cualquier estación especial sin gravedad artificial son del orden la hipogravedad. Esto hace que la comprensión de los efectos de la hipogravedad en el cuerpo humano sea necesario para poder llevar a cabo viajes espaciales prolongados y la colonización. El Segundo grupo consiste en el estudio de las fuerzas gravitacionales de más de un g, hipergravedad, la cual afecta a los astronautas durante periodos cortos del despegue y el aterrizaje. El entendimiento de los efectos de la hipergravedad también son necesarios en caso tal que se de una colonización de planetas más grandes que la Tierra.

### Experimentos recientes
Experimentos recientes han probado que las alteraciones en el metabolismo, la función de las células inmunes, la división celular y la adhesión celular se llevan a cabo en la hipogravedad del espacio. Por ejemplo, en cuestión de días en la microgravedad (<10-3 g), las células inmunes humanas no eran capaces de diferenciarse en células maduras. Una de las mayores implicaciones de esto es que si ciertas células no son capaces de diferenciarse en el espacio, los organismos no pueden ser capaces de reproducirse satisfactoriamente después de ser expuestos a la gravedad cero. Los científicos creen que el estrés asociado con los vuelos espaciales es responsable de la inhabilidad de ciertas células para diferenciarse. Estos tipos de estrés pueden alterar las actividades metabólicas y modificar los procesos químicos de los organismos vivos, un ejemplo específico sería el del crecimiento de las células óseas, impedido por la microgravedad. Las células óseas deben adherirse a algo justo después de su desarrollo, y mueren en el contrario, sin la fuerza de la gravedad que hale de estas células, estas flotarían al azar y eventualmente morirían. Todo esto sugiere que la dirección de la gravedad puede darles pistas a las células del lugar donde deben adherirse.